# Papilio fernandus
Papilio fernandus är en fjärilsart som beskrevs av Hans Fruhstorfer 1903. Papilio fernandus ingår i släktet Papilio och familjen riddarfjärilar. Inga underarter finns listade i Catalogue of Life.

## Bildgalleri

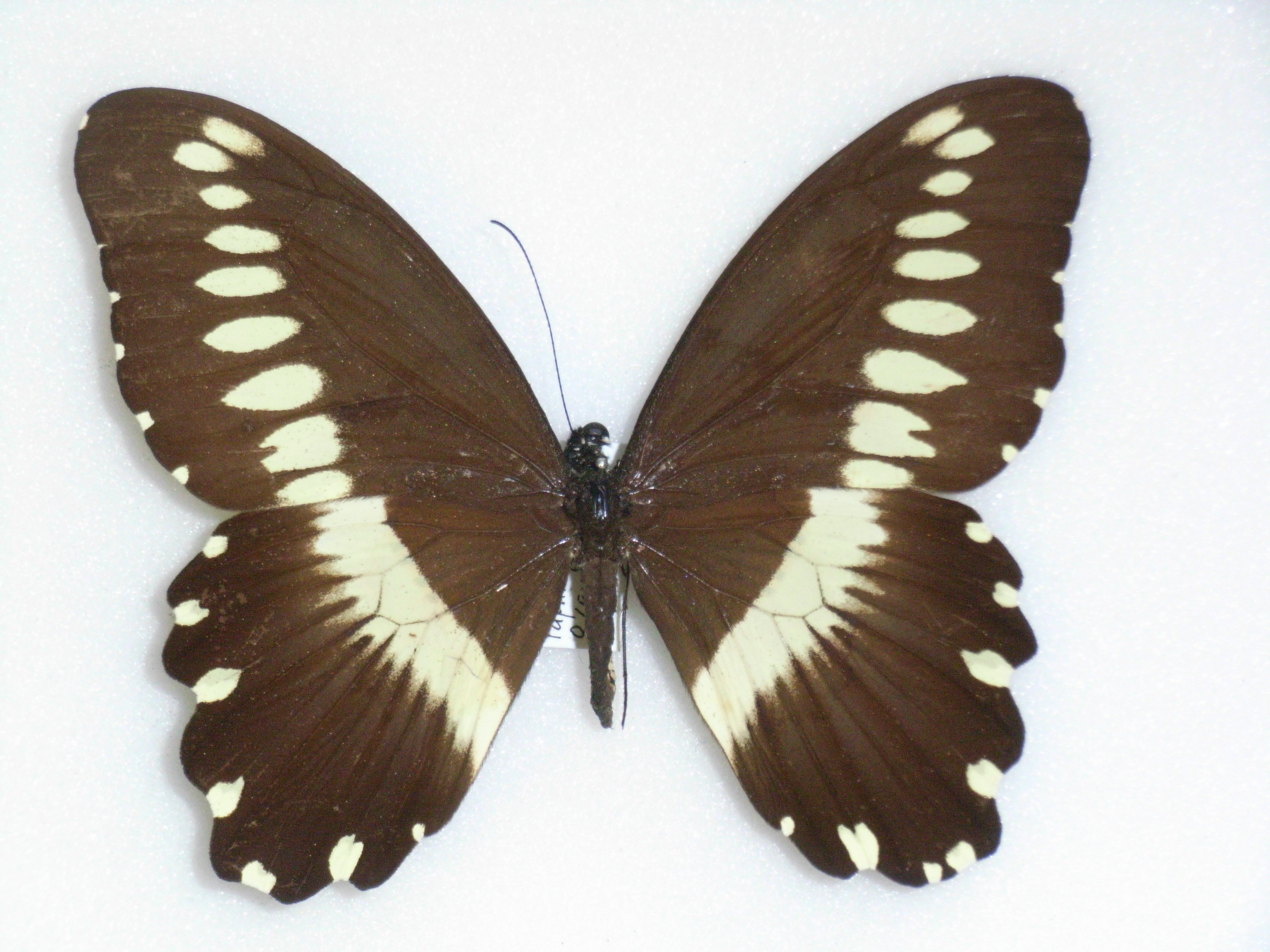
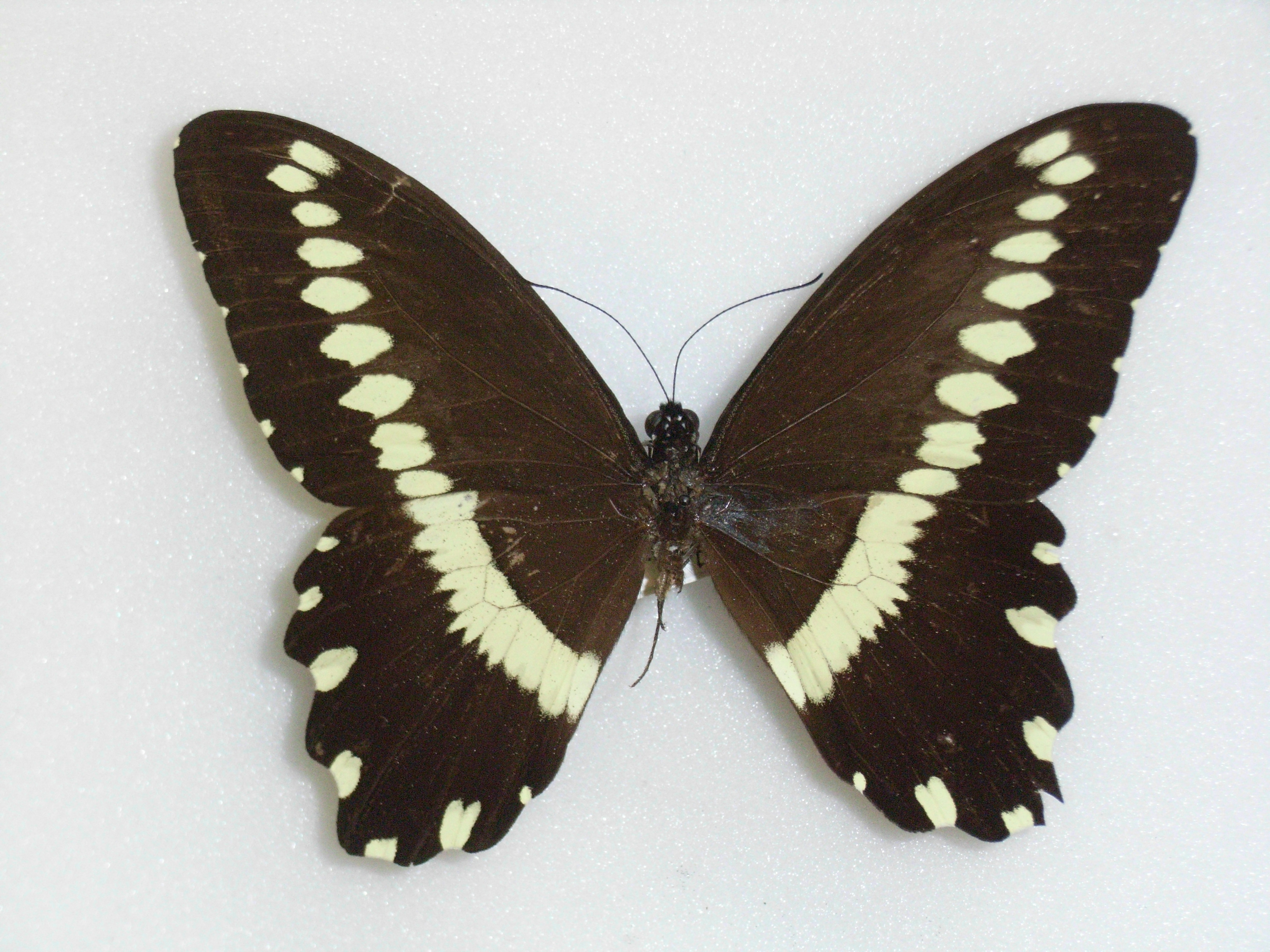
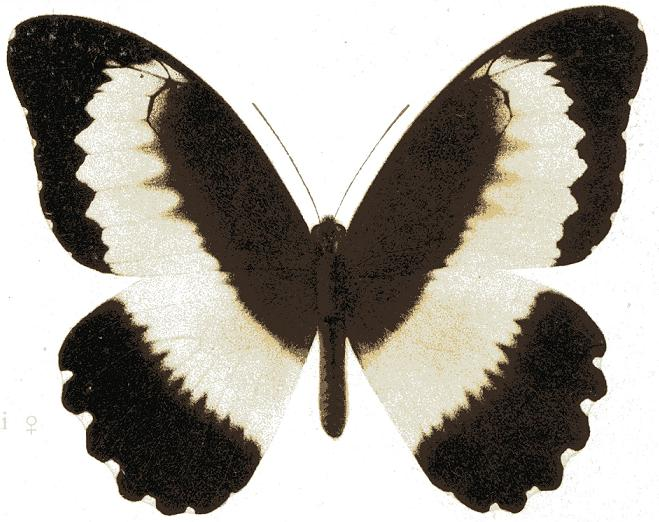
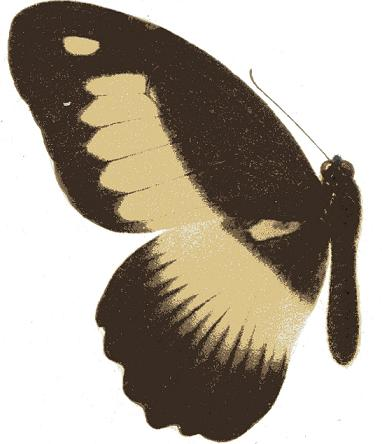